# 今倉城
今倉城（いまくらじょう）は、鳥取県倉吉市福光にあった日本の城。別名島田城。

## 歴史
八橋往来に近い交通の要衝に位置する当城は天正8年（1580年）、吉川元春によって岩倉城に対する付城として築城され、城には正受院西堂利安、小鴨四郎次郎経春らが置かれた。南条方となった後は須藤丹波が置かれたが、南条氏の命令を聞かず、ほどなくして滅ぼされた。

## 遺構
現在、城跡は完全に宅地、竹林となっているが、昭和57年（1987年）に倉吉市の発掘調査が行われた当時は土塁が残存していた。発掘調査では土塁、堀の一部が調査され、堀は薬研堀で水の張られていた痕跡があることが判明した。このほか、調査によって城は土塁と堀で囲まれており、東西97m、南北82mの単郭方形で城の南中央部に張り出し部分があることがわかった。